# ルートヴィヒ1世 (フランク王)

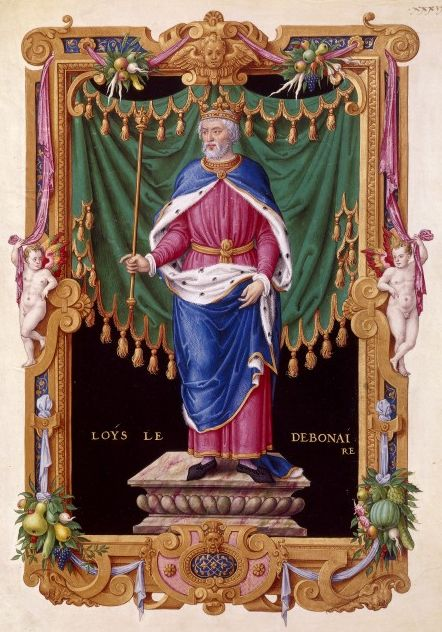
ルートヴィヒ（ルイ）1世

ルートヴィヒ1世（ドイツ語: Ludwig I.）, 778年 - 840年6月20日）は、フランク王国の国王、神聖ローマ皇帝（在位：813年 - 840年）。カール大帝の三男で、大帝死後も唯一生存していた嫡出の男子である。フランス国王ルイ1世（フランス語: Louis Ier）とも見なされる。「敬虔王」（ドイツ語：der Fromme, フランス語：le Pieux）とよばれる。

## 生涯

### 治世の始まり
父・カール大帝の領有した帝国は当初3分割され、三男のルートヴィヒはアクィタニアのみ相続する予定であったが、長兄のカールと次兄のピピンが亡くなり、他の兄弟も皆、早逝してしまったために帝国全土を単独相続することとなった。813年に父の共同皇帝とされたが、翌年に父が崩御するとフランク国王の地位を継承するとともに、単独の皇帝として統治をはじめた。前後して808年・809年にはウマイヤ朝の支配下にあったトゥルトーザを攻撃している（トゥルトーザ包囲戦）。
信仰心はきわめて厚かったが、政治的に凡庸で優柔不断な性格だったと伝わる。カール大帝は庶民感覚を忘れなかった人で、多くの歌物語を蒐集して記録させたが、ルートヴィヒ1世はキリスト教的ではないとして焼却してしまっている。また、華美な生活を嫌い、宮廷に残っていた姉妹たちを皆修道院に追いやり、政治顧問をつとめていた父カール大帝の従兄弟ら（コルビー修道院長アーダルベルトおよびボッビオ修道院長ヴァラ）を引退させた。そして代わりにアクィタニア統治時代に知り合った、聖ベネディクトゥス戒律を厳格に実施し教会改革を進めようとしていたアニアーヌ修道院長ベネディクト（修道士ヴィティツァ）を政治顧問とした。

### 帝国の分割
817年にはアーヘンの王宮の一部が崩壊し破損したことを、死の訪れをあらわす神の意志と判断し、「帝国計画令（Ordinatio imperii）」を発布した。「帝国計画令」では、帝国の領土をフランク族の伝統にしたがって3人の息子に分け与えることとし、長男のロタールにはイタリアを含む広範な領土の、次男のピピンにはアクィタニアの、三男のルートヴィヒにはバイエルンの統治を委ねることとして、ロタールを共同皇帝とし、下の2人を副帝として皇帝の統制に従うことを定めた。フランク王国の慣習である分割相続の慣習と帝国の統一の保持の両方を実現しようという妥協的な計画であった。また、この「帝国計画令」では、813年にすでにイタリア王位を与えられていた兄ピピンの遺児ベルンハルトの存在が無視されており、これに不満を抱いたベルンハルトは反乱を起こし、818年に処刑され、イタリアはロタールのものとなった。
こうした経緯の中、819年にルートヴィヒはヴェルフ家のユーディトと再婚、823年には四男となる末子シャルル（フランス語。ドイツ名ではカール）が誕生した。ルートヴィヒ1世はユーディトの懇願により、末子シャルルにも王国を分け与えようとし、829年のヴォルムスの帝国会議でロタールの合意のもと、ロタールの領地からアレマニア、アルザス、ラエティアおよびブルグントの一部をシャルルに与える決定をした。シャルルにはベルナール・ド・セプティマニーが後見役につき、母ユーディトおよびその兄弟とともに、領地の統治を行うこととなった。しかし、この領土分割は他の息子ロタール、ピピン、ルートヴィヒの反発を買うこととなり、三兄弟はかつて政治顧問をつとめたコルビーのヴァラの下に集まった。830年4月14日、ブルターニュ遠征への不満をきっかけにロタールを中心としてクーデターが決行され、ロタールは父ルートヴィヒを廃位し帝位につき、ユーディトとその兄弟は修道院に送られた。しかし、今度はロタールの独裁を恐れた次男ピピンと三男ルートヴィヒが同盟を結んで父ルートヴィヒを復権させ、831年2月、アーヘンの帝国議会で新たな帝国分割案が決められた。833年6月、再び皇帝ルートヴィヒと三兄弟は対立し、皇帝はロタールに捕えられた。しかし同年12月、皇帝支持者らは皇帝の解放を要求。ロタールがイタリアに押しこめられ、翌834年2月にはルートヴィヒは解放され、復権を果たした。837年、ロタールの合意のもと、末子シャルルにはフリースラントからマース川までの地域およびブルゴーニュが与えられることとなった。さらに翌838年、次男ピピンが死去し、839年にヴォルムスにおいて、ピピンの息子らの相続権が取り消され、帝国の大半はロタールとシャルルとで分割され、三男ルートヴィヒはバイエルンのみ相続することが決定された。これに対し、三男ルートヴィヒはアレマニアを含むライン川右岸（東側）を要求し、父に再び反乱を起こした。父帝はこの反乱を鎮圧するため出兵したものの、840年6月20日、フランクフルト近くで崩御した。彼の崩御後、兄弟間の抗争は武力衝突にまで発展し、王国の分裂の原因をつくることとなった（ヴェルダン条約の項を参照）。
分裂後に成立した三男ルートヴィヒの国は東フランク王国と呼ばれ、後に神聖ローマ帝国そのものとなった。また、四男シャルルの国は西フランク王国となり、後のフランス王国につながる。長男ロタールの継承した中部フランク王国は、ロタールの死後にさらに分割されることとなる。

### ルイ王
ルートヴィヒ（Ludwig）はフランス語ではルイ（Louis）と呼ばれるが、フランス国王の「ルイ」はこのルイを1世として数えている。特にブルボン朝はルイ王朝と言われるほどルイ王が多い。

## 子女
794年、エルマンガルド・ド・エスベイ（780年 - 818年）と結婚。
- アルヌルフ（794年 - ?）
- ロタール1世（795年 - 855年） - ローマ皇帝　中部フランク王
- ピピン1世（797年 - 838年） - アクィタニア王
- アデライド（799年）
- ロトルーデ（800年 - ?） - オーヴェルニュ伯ジェラール（ポワティエ家祖）と結婚
- ヒルデガルド（803年 - 857年?） - オーヴェルニュ伯ジェラール（ポワティエ家祖）と結婚
- ルートヴィヒ2世（804年 - 876年） - 東フランク王

819年、アルトドルフ伯ヴェルフ（ヴェルフ家出身）の娘ユーディト（795年 - 843年）と再婚。
- ギーゼラ（820年 - 874年） - フリウーリ辺境伯エーバーハルト（ウンルオッホ家）と結婚。ベレンガーリオ1世の母。
- シャルル2世（823年 - 877年） - 皇帝、西フランク王

以下の庶子がいる。
- アルパイス（793年頃 - 852年） - パリ伯ベゴン1世（ジラール家）と結婚
- アルヌール（794年頃 - 841年頃） - サンス伯（817年 - 841年頃）